# Isjimbaj
Isjimbaj (ryska: Ишимбай) är en stad i den ryska republiken Basjkirien, omkring 160 km söder om Ufa, mellan floden Belaja och dess biflod Tajruk. Staden har cirka 66 000 invånare.
Isjimbaj blev 1932 det första oljecentrumet i oljeutvinningsregionen Volga-Ural, och kallades på grund av detta "Det andra Baku". Förekomsterna är i dag uttömda, men staden tillhör det petrokemiska komplexet Sterlitamak-Isjimbaj-Salavat, som är ett av de största i Ryssland.